# Împrumut solidariu
Un Împrumut solidariu este o practică de împrumut unde grupuri mici iau un împrumut colectiv și membrii grupului se încurajează reciproc să ramburseze datoria. Împrumuturile sulidare se realizează prin "grupuri solidarii". Aceste grupuri sunt un canal de distribuție financiară diferită care este utilizat în principal ca să aducă minicreditul la persoanele cu recursuri limitate. 

## Unde s-au aplicat
În multe țări în dezvoltare sistemul juridic oferă ajutor redus sau inexistent către drepturile de propietate a persoanelor sărace. Legile relaționate cu operațiile cu garanție – piatra de căpătâi a băncii occidentale – pot fi de asemene absente sau nu se îndeplinesc. 
Împrumuturile de solidaritate creează presiune din partea colegilor, sprijin reciproc și obiceiuri puternice de rambursare. Acestea funcționează mai bine în zonele rurale decât în orașe, unde legăturile sociale sunt mai slabe.
Împrumuturile de solidaritate sunt acum foarte extinse în microfinanțe, especial în Asia. Pe lângă Banca Grameen, uni dintr principalii practicanți a acestei metodologii sunt: Banca Rakyat Indonesia, BRAC en India și FINCA Internațional. 